# Thủy Lý

Vị trí tại Nam Đầu

Thủy Lý (tiếng Trung: 水里鄉; bính âm: Shuǐlǐ Xiāng) là một hương (xã) của huyện Nam Đầu, tỉnh Đài Loan, Trung Hoa Dân Quốc (Đài Loan). Hương nằm ở khu vực trung tâm của huyện và từng có một nền kinh tế phát triển mạnh với biệt danh "tiểu Đài Bắc" vào thập niên 1970. Tổng diện tích của Thủy Lý là 106,8424 km², dân số vào tháng 8 năm 2011 là 19.849 người thuộc 7.245 hộ gia đình, mật độ cư trú đạt 185,8 người/km².